# Jean-Louis Raduit de Souches
El comte Jean-Louis Raduit de Souches (La Rochelle, França, 16 d'agost del 1608 - Jevišovice (Moràvia Meridional República Txeca), 12 d'agost de 1682) va ser un general en cap del Sacre Imperi Romanogermànic.
Fill d'una família noble hugonot, va abandonar França en 1629, després del Setge de La Rochelle (1627-1628), impulsat per la persecució que patien els seus correligionaris, i entrà a Suècia, on es va unir per un temps a l'exèrcit suec.
Finalment, va abandonar Suècia i s'allistà a l'exèrcit del Sacre Imperi, sobre el qual regnaven els Habsburg, i serví llavors durant tota la Guerra dels Trenta Anys.
El 14 de març de 1645, l'emperador Ferran II li dona el comandament de la ciutat de Brünn.Amb l'experiència adquirida durant el setge de la seva ciutat natal, Jean-Louis Raduit de Souches, llavors coronel, organitzà ràpidament les defenses de la ciutat. En menys de sis setmanes, procedí a reparar els murs, excavà rases i creà un pas subterrani que permetia especialment de subministrar aigua la ciutat. També anivellà el terreny al voltant del castell, per eliminar possibles refugis que podria fer servir un assaltant, i va fer una important provisió d'aliments i municions.
El 3 de maig de 1645, els suecs, comandats per general Lennart Torstensson, començaren el setge de Brno, ciutat que era l'últim un obstacle en el seu camí cap a Viena. Les tropes sueques estaven formades per 28.000 homes equipats amb les armes més modernes, com ara artilleria i amb el reforç extra de 10.000 homes del duc Jordi Rákóczi. Per tot exèrcit, Brno disposava de 1.476 homes, entre els quals 426 soldats professionals, així com un reforç de 400 cavallers enviats pel mariscal Colloredo.
Després de 112 dies d'infructuós setge, atès que la ciutat estava ben preparada, el general Torstensson va decidir llançar una gran ofensiva contra la ciutat el 15 d'agost de 1645, el dia de l'Assumpció de Maria, cosa que galvanitzÀ els defensors, que aconseguiren aconseguir repel·lir l'ofensiva i contraatacaren l'enemic en diversos punts. La defensa de Brno fou excepcional, i el 23 d'agost de 1645, el suecs aixecaren el setge sense poder prendre la ciutat. En comparació, la ciutat d'Olomouc va ser presa en 4 dies, la de Jihlava en un dia, i Znojmo es va rendir sense lluitar.
Com a recompensa per aquesta victòria heroica, l'emperador nomenà Jean-Louis Raduit de Souches general, l'elevà a cavaller imperial i li oferí una recompensa de 10.000 florins. També li fou confiat el comandament d'un segon regiment de l'Exèrcit Imperial.
En 1647, havent repel·lit els suecs d'Àustria, va ser nomenat comandant de Moràvia i Brno, l'emperador li va concedir el títol de comte i l'autoritza a comprar el domini de Jevišovice, a la regió de Znojmo, llavors abandonat i que ell convertí en ric i pròsper. Creà una biblioteca amb més de 3.000 obres al Castell de Jevišovice, on també aplegà una important col·lecció d'armes.
Organitzà les fortificacions de Moràvia, de Silèsia i d'Hongria Superior, va prendre part en les guerres contra els turcs al front hongarès i conquerí la ciutat de Nitra (3 de maig de 1664). Va vèncer dos cops els exèrcits otomans: una primera vegada a Žarnovica (16 de maig de 1664) i una segona vegada de manera determinant a la batalla de Levice (19 de juliol del mateix any).
Va morir a l'edat de 74 anys a Jevišovice, prop de la ciutat de Znojmo i va ser enterrat a l'església de Sant Jaume a Brno, on la seva tomba fou ricament decorada per l'escultor Jan Christian Pröbstl.